# Histricostoma dentipalpe
Espèce
Synonymes
- Nemastoma dentipalpis Ausserer, 1867
- Histricostoma slovenicum Hadži, 1973

Histricostoma dentipalpe est une espèce d'opilions dyspnois de la famille des Nemastomatidae.

## Distribution
Cette espèce se rencontre dans les Alpes et les Alpes dinariques en Autriche, en Allemagne, en Suisse, en France, en Italie, en Slovénie, en Croatie, en Bosnie-Herzégovine, au Monténégro et en Albanie.

## Description
Les mâles mesurent de 1,9 à 2,3 mm et les femelles de 2,2 à 2,5 mm.

## Systématique et taxinomie
Cette espèce a été décrite sous le protonyme Nemastoma dentipalpis par Ausserer en 1867. Elle est placée dans le genre Lugubrostoma par Šilhavý en 1966, dans le genre Carinostoma par Šilhavý en 1969 puis dans le genre Histricostoma par Gruber en 1976.
Histricostoma slovenicum a été placée en synonymie par Martens en 1978.

## Publication originale
- Ausserer, 1867 : « Die Arachniden Tirols nach ihrer horizontalen und verticalen Verbreitung. I. » Verhandlungen der Zoologisch-Botanischen Gesellschaft in Wien, vol. 17, p. 137–170 (texte intégral).